# Гевхер-хатун
Гевхерха́н-султа́н (тур. Gevherhan Sultan), также известна как Гевхе́р-хату́н (тур. Gevher Hatun) или Гевхе́р-султа́н (тур. Gevher Sultan; до 1455 года, Эдирне — после 1477 года, Стамбул) — дочь османского султана Мехмеда II Завоевателя от его жены Гюльбахар-хатун. Была выдана замуж по династическим соображениям за принца из династии Аккоюнлу.

## Биография
Гевхер родилась в Эдирне и была одной из двух дочерей османского султана Мехмеда II Завоевателя от наложницы Гюльбахар-хатун — понтийской гречанки из Трабзона, турчанки, албанки, сербки или славянки по происхождению. Дата рождения Гевхер-хатун неизвестна, однако в 1455 (или 1456) году её мать с сыном Баязидом была отправлена в санджак; таким образом, и Гевхер и её сестра родились до 1455/1456 года. Помимо полнородной сестры у Гевхер была сестра Айше и ещё одна, имя которой неизвестно, а также четверо братьев, одним из которых был будущий султан Баязид II — вероятнее всего полнородный брат Гевхер-хатун. Другим полнородным братом Гевхер мог быть шехзаде Мустафа, о матери которого достоверных данных нет, кроме того, что шехзаде умер при её жизни.
В 1474 году Гевхер-хатун была выдана замуж по династическим соображениям за Угурлу Мехмед-бея (Огурли-Мухаммада), принца из династии Аккоюнлу, который был сыном правителя Узун-Гасана. Количество детей, рождённых в этом браке достоверно неизвестно: в записях музея-дворца Топкапы сыном Гевхер-хатун от Мехмед-бея назван Мехмед-челеби; Лесли Пирс называет сыном Гевхер и Мехмеда Гёдек Ахмеда (1476—1497), который также вступил в династический брак с племянницей Гевхер-хатун Айнишах-султан — дочерью султана Баязида II.
Супруг Гевхер-хатун, Угурлу Мехмед-бей, занимал пост правителя Шираза. В последние годы правления отца Узун-Гасана он неоднократно выказывал неповиновение ему, поддерживаемый единокровным братом Максудом, губернатором Багдада, и дядей Увейсом, губернатором Роха. Вскоре после рождения сына Ахмеда Гевхер-хатун овдовела: зимой 1476—1477 года Угурлу Мехмед-бей погиб в бою, когда выступил против единокровного брата султана Халила и его сторонников. Сын Гевхер, Гёдек Ахмед, в 1497 году захватил трон Аккоюнлу, однако правление его было недолгим: он начал реформы, направленные на создание сильного централизованного государства, но семь месяцев спустя погиб в борьбе с феодалами. Дата смерти самой Гевхер-хатун неизвестна, однако известно, что она пережила мужа и окончила свои дни в Стамбуле при дворе отца или брата.
Гевхер увлекалась поэзией, сама писала стихи и покровительствовала поэтессам. Известно по крайней мере одно стихотворение, Kutlu Sultan, Kutlu Belde, автором которого считается Гевхер-хатун.

## В культуре
Гевхерхан-султан является персонажем турецкого историко-драматического телесериала «Фатих» (2013); роль исполнила Ханде Сорал.